# Budai Sándor (labdarúgó)
Budai Sándor (1930 – 2010. szeptember 27.) labdarúgó, csatár. A sportsajtóban Budai III néven volt ismert.

## Pályafutása
Az élvonalban a Szegedi Haladás csapatában 1956. március 4-én mutatkozott be a Szombathely ellen, ahol csapata 2–1-es győzelmet aratott. 1957 és 1959 között a Bp. Honvéd együttesében játszott. Tagja volt az 1957–58-as ezüstérmes és az 1958–59-es bronzérmes csapatnak. Az élvonalban összesen 26 mérkőzésen szerepelt és egy gólt szerzett.  Szerepelt még a Tatabánya és a Vörös Meteor csapataiban is.

## Sikerei, díjai
- Magyar bajnokság
  - 2.: 1957–58
  - 3.: 1958–59